# Spormaggiore
Spormaggiore  és un municipi italià, dins de la província de Trento. L'any 2007 tenia 1.254 habitants. Limita amb els municipis de Campodenno, Cavedago, Fai della Paganella, Mezzolombardo, Molveno, Sporminore, Ton i Tuenno.

## Administració
| Període | Identitat    | Partit        |
| ------- | ------------ | ------------- |
| 2005-   | Arduino Zeni | Llista cívica |